# Angelika Mlinar
Angelika Mlinar, née le 29 juin 1970 à Sittersdorf en Carinthie en Autriche, est une femme politique autrichienne membre de NEOS - La nouvelle Autriche et le Forum libéral et appartenant à la minorité slovène de Carinthie.